# Улица Азина (Екатеринбург)
У́лица А́зина (прежнее название 4-я Мельковская) — улица в жилом районе «Центральный» Железнодорожного административного района Екатеринбурга.

## Происхождение и история названий
Первоначальное название 4-я Мельковская улица получила по названию Мельковской слободы города, в которой и была расположена. Современное название улица получила в 1920-е годы в честь красного командира Владимира Мартыновича Азина (1895—1920), командовавшего 28-й стрелковой дивизией РККА, освободившей в 1919 году Екатеринбург от частей Белой армии.

## Расположение и благоустройство
Улица Азина проходит параллельно улицам Челюскинцев и Братьев Быковых (с востока на запад) от улицы Луначарского. На участке после примыкания улицы Испанских Рабочих поворачивает на северо-запад и выходит к улице Челюскинцев. Улица пересекается с улицами Мамина-Сибиряка и Свердлова. Слева на улицу Азина выходит улица Испанских рабочих. Протяжённость улицы составляет 1056 метров. Ширина проезжей части — семь-восемь метров (по одной полосе в каждую сторону).
На протяжении улицы Азина имеется два светофора. С обеих сторон улица оборудована тротуарами.

## История
Улица возникла в середине XIX века в соответствии с генеральным планом города. Она стала последней из четырёх Мельковских улиц Мельковской слободы и заселялась в основном рабочими, а также немногочисленными ремесленниками. Всего на улице насчитывалось 32 усадьбы, застроенные деревянными одноэтажными домами.
В 1960-е годы улица была застроена жилыми многоэтажными домами. Южная сторона улицы между ул. Мамина-Сибиряка и Марии Авейде стала северной границей территории завода «Уралтрансмаш».

## Транспорт

### Наземный общественный транспорт
- Остановка «Азина»:

Автобус: № 48, 57, 59, 61, 65,114;
Троллейбус: № 1, 3, 5, 9, 11, 15, 17, 18;
Маршрутное такси: № 01, 05а, 15, 021, 031, 034, 046, 052, 054, 055, 056, 057.

### Ближайшие станции метро
В 400 м от конца улицы Азина находится станция метро  «Уральская», в 650 м от примыкания улицы Испанских Рабочих находится станция  «Динамо».